# Renașterea venețiană
Renașterea venețiană sau Renascentismul venețian se referă la perioada care a început în pictură cu Giovanni Bellini la mijlocul secolului al XV-lea. După el, arta Veneției este revoluționată de către Giorgione, iar la începutul secolului al XVI-lea de către Tițian. Această eră este încheiată de Veronese și de Tintoretto, ultimul încetând din viață în anul 1594. Ei marchează trecerea spre manierism. În arhitectură sunt de remarcat construcțiile monumentale realizate de Pietro și Tullio Lombardo și - mai ales - de Andrea Palladio. Literatura s-a dezvoltat sub semnul umanismului, un rol important avându-l înființarea de către Aldo Manuzio în anul 1502 a "Noii Academii" (Accademia Aldina sau Aldi Neacademia), în jurul căreia s-au grupat Alberto Pio, cardinalul Pietro Bembo și alte personalități ale vieții culturale. În muzică, în perioada târzie a Renașterii, apare un grup de compozitori care dezvoltă stilul policoral și arta orchestrației, ca Andrea și Giovanni Gabrieli. 

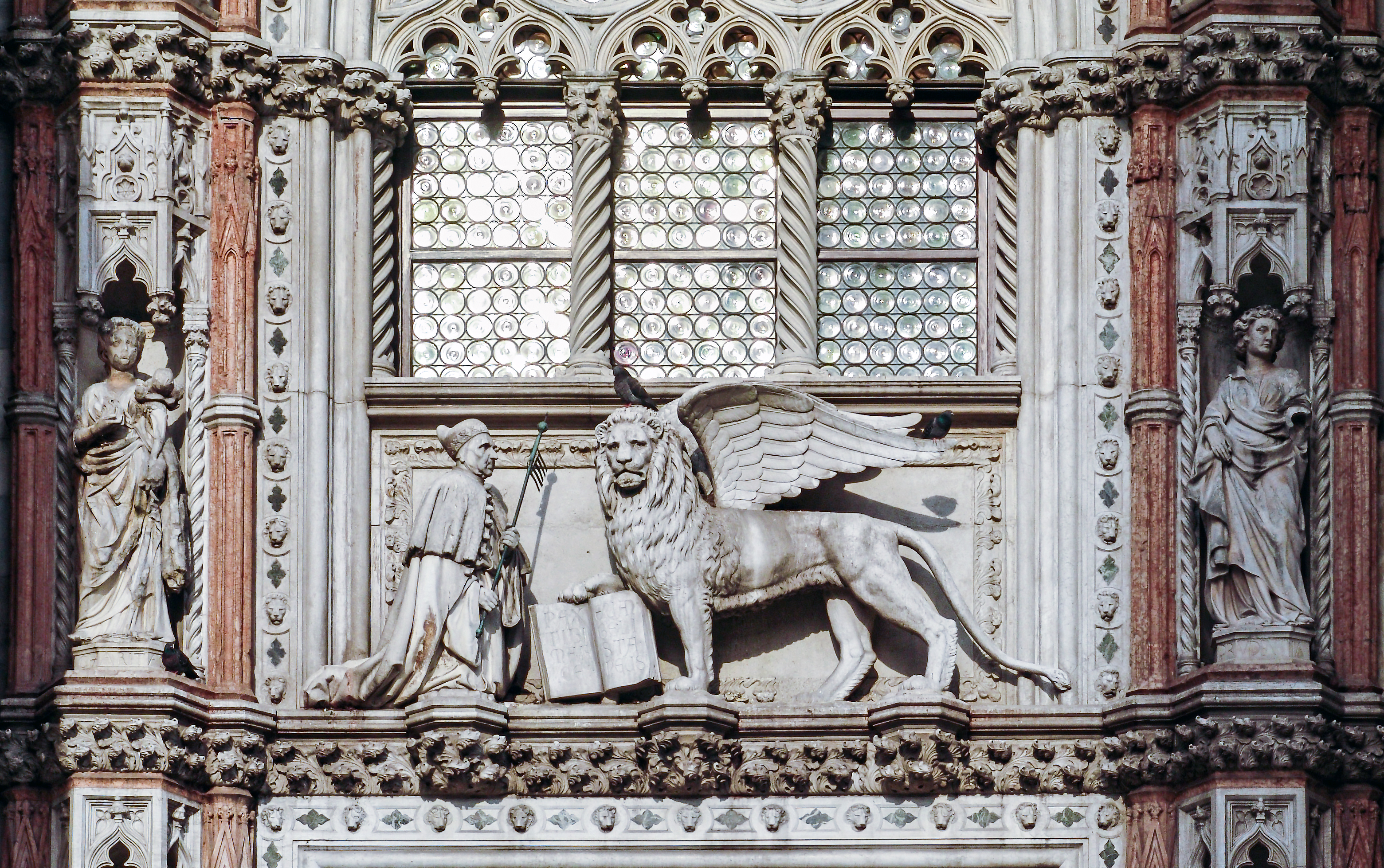
Palatul Dogilor: Porta della Carta

## Cadru istoric
Veneția este în secolele al XV-lea și al XVI-lea un oraș bogat și puternic, capitală a teritoriilor și insulelor subordonate ei, ajunsă în timpul a 34 de ani de conducere a dogelui Francesco Foscari (1423-1457) la culmea puterii ei. Pe lângă vasele comerciale, care - la nevoie - puteau fi adaptate scopurilor militare, Veneția poseda în anul 1423 (conform unui document al epocii) o flotă de războiu alcătuită din 43 galere și 300 ambarcații mai mici.
Dar nu numai comerțul maritim asigură veniturile celor 150 de mii de locuitori. În manufacturile din oraș se produc articole textile de lux, dantelării, săpunuri parfumate, sticlărie, bronz și arme pentru întreaga Europă. În Republica Venețiană se apreciază cultura rafinată, se adoră teatrul și muzica, se promovează arhitectura, venețienii sunt mândri de pictorii și sculptorii ei.
Conducerea statului se găsea în mâinile unei oligarhii compusă din vechi familii, a căror ocupație principală era comerțul. Din rândul acestor familii se alegea un Consiliu (Maggior Consiglio) însărcinat cu conducerea orașului, sub îndrumarea unui doge ales pe viață și care era subordonat Consiliului. Pentru a împiedica concentrarea puterii în mâinile dogelui, Consiliului alegea în fiecare an un "Sfat al celor zece" (Consiglio di Dieci), însărcinat cu siguranța publică, și care cu timpul a devenit cel mai puternic organ în stat.
Autoritățile construiesc edificii cât mai frumoase și angajează artiști remarcabili. Patriciatul numără aproape 2.500 de venețieni și aceștia reprezintă cam tot atâția potențiali clienți pentru artiștii epocii. Bisericile și instituțiile laice de binefacere, cunoscute sub numele de "scuole", sunt alte surse importante de comenzi pentru artiști.

## Școala venețiană de pictură în timpul Renașterii
Renașterea venețiană în pictură este împărțită de obicei în trei perioade, chiar dacă datele nașterii sau ale morții unor artiști răstoarnă această cronologie formală.

### Începuturile

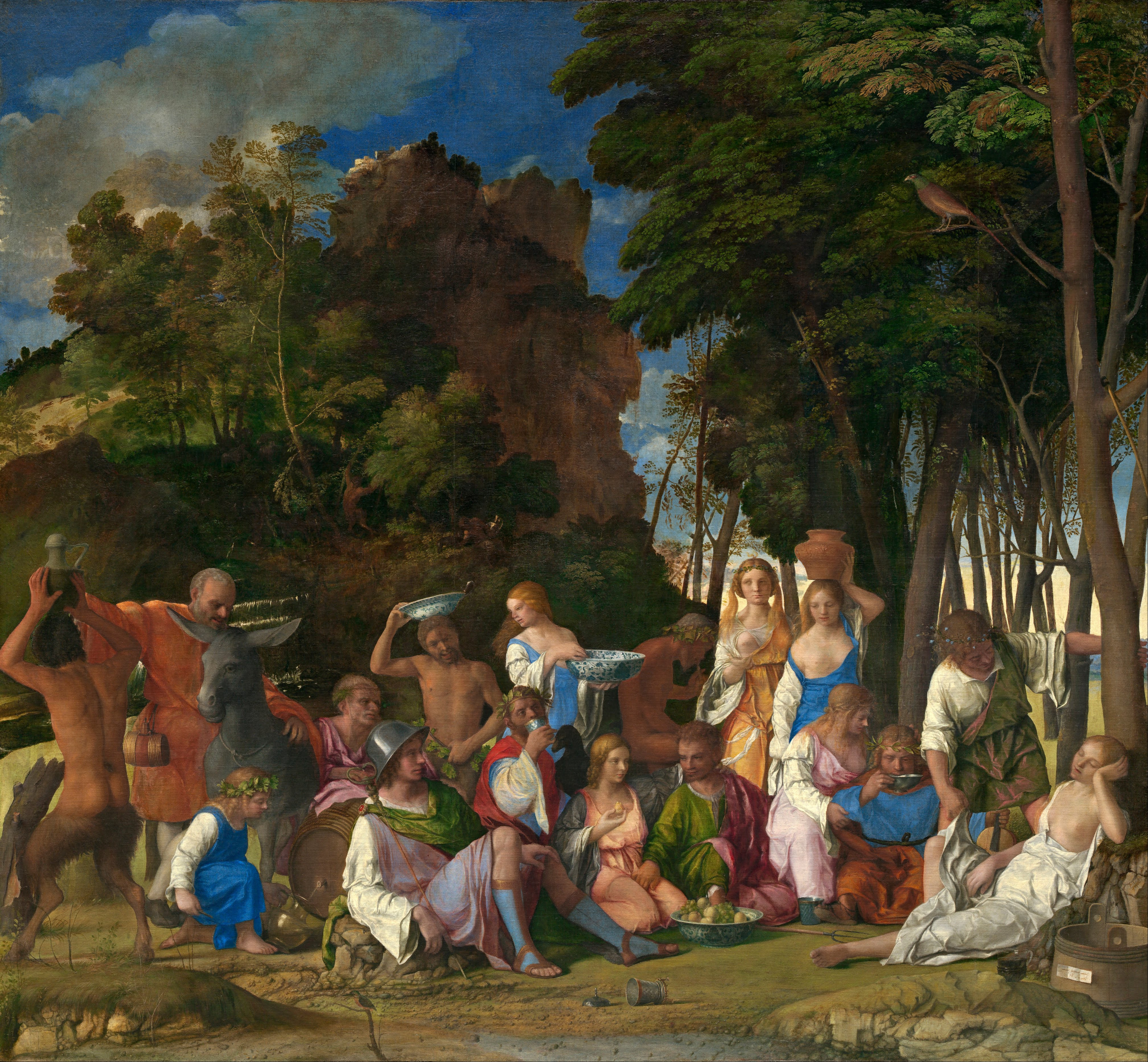
Giovanni Bellini: Ospățul zeilor, 1515

Renascentismul venețian timpuriu cuprinde circa jumătate de secol, din anul 1440 cam până la 1500. Prezența la Veneția și la Padova a numeroși artiști din Toscana - între alți, pictorul Fra Filippo Lippi și sculptorul Donatello - a contribuit la dezvoltarea unei noi viziuni asupra artelor. O dată cu cei din Toscana ajung la Veneția descoperirile și ideile Renașterii: studiul perspectivei, naturalismul, conceptul proporției, studiile anatomice, respectiv întoarcerea la canoanele artei Antichității. În anul 1409 este chemat la Veneția pictorul Gentile da Fabriano (1360-1427), care, cu ajutorul lui Antonio Pisano, zis Il Pisanello, decorează sala mare a Consiliului. Printre primii artiști renascentiști venețieni au fost Antonello da Messina (1430-1479), originar din Sicilia și - mai ales - frații Bellini, Giovanni Bellini (ca. 1430-1516) și Gentile Bellini (1429-1517). Tatăl lor, Jacopo Bellini (ca. 1400-1470), era deja un artist matur când a renunțat la stilul gotic, al cărui reprezentant excepțional fusese maestrul său, Gentile da Fabriano. Jacopo Bellini preia noile idei, urmând exemplul fiilor săi, respectiv cel al ginerelui său, unul dintre pionerii italieni ai picturii în ulei, Andrea Mantegna (1431-1506). Aflat sub influența picturii flamande, Giovanni Bellini este printre primii pictori venețieni care aplică această tehnică. Lui i se datorează cca. o sută de versiuni ale Madonnei, dintre care un mare număr se găsesc la muzeul Academiei Venețiene. Renumită este "Madonna Bunei Vestiri", printre primele tablouri pictate în ulei. 
Culoarea pe bază de ulei face posibilă dezvoltarea unui colorit splendid, aceasta fiind una dintre trăsăturile specifice picturii renascentiste venețiene. Tehnica pictării în ulei dă rezultate din ce în ce mai bune, deoarece pictorii folosesc tot mai mult pânza, excluzând astfel treptat lemnul ca suport al picturii. Picturile pe pânză înlocuiesc și frescele în cazul decorațiilor clădirilor publice. Ucenicul lui Gentile Bellini, Vittore Carpaccio (1460-1525), inspirat și de Antonello da Messina, a valorificat în mod remarcabil factura deosebită a pânzei și tehnica pictării în ulei. El folosește culori clare, aplicate prin trăsături de pensulă rapide, anticipând în acest fel stilul lui Giorgione și pe cel al lui Tițian.

### Perioada de maturitate

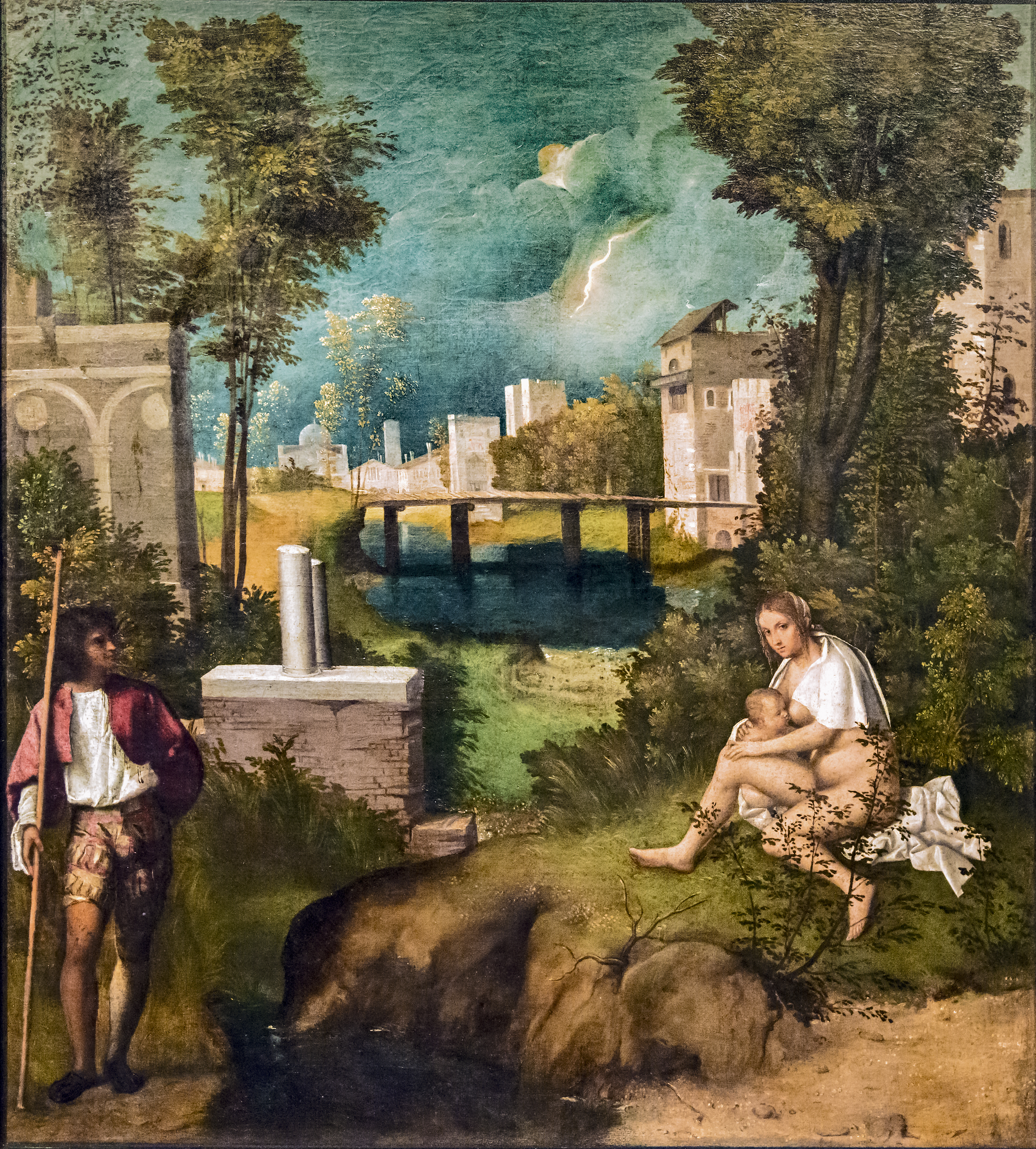
Giorgione: Furtuna, 1507-1508

Începuturile perioadei de împlinire a Renașterii venețiene au adus cu ele apariția unei noi generații de artiști, printre care Giorgione (1477-1510), Sebastiano del Piombo (1485-1547) și Tițian (1488-1576). Acest proces a fost declanșat de vestitul tablou al lui Giorgione, Furtuna. Artistul se îndepărtează de tematica religioasă a tablourilor de altar și pictează toată viața lui motive preluate din mitologie și din literatură, creând astfel adevărate poeme bucolice care debordează de lirism și frumusețe mistică. Și el utilizezază tehnica pictării în ulei, ajungând la soluții grafice inovatoare. Mergând pe urmele sale, Tițian aplică și dezvoltă această tehnică. Influențele stilului lui Giorgione se pot vedea și la Sebastian del Piombo, care își continuă cariera la Roma și lucrează împreună cu Michelangelo. Această perioadă a fost în cea mai mare măsură dominată de geniul și gloria lui Tițian, însă la Veneția lucrau și alți artiști talentați:
- Lorenzo Lotto (1480-1556) își face un renume prin portrete și tablouri de altar. Unul din cele mai frumoase tablouri ale sale, "Sfântul Hieronymus", se găsește în prezent în muzeul Louvre din Paris.
- Jacopo Palma il Vecchio (1480-1528), ale cărui lucrări oglindesc în mod deosebit influența lui Tițian, se evidențiază prin culori vii și luminoase și prin redarea unei atmosferi liniștite.
- Gerolamo Savoldo (1481-1548) este un portretist remarcabil.
- Paris Bordone (1500-1571), carea trecut prin atelierul lui Tițian, folosește la elaborarea lucrărilor sale perspective arhitecturale.
- Bonifazio de'Piati (1487-1553), despre care se presupune că a fost ucenicul lui Palma il Vecchio, lucrează de asemenea la Veneția. Cunoscut este tabloul lui Diana și Acteon.

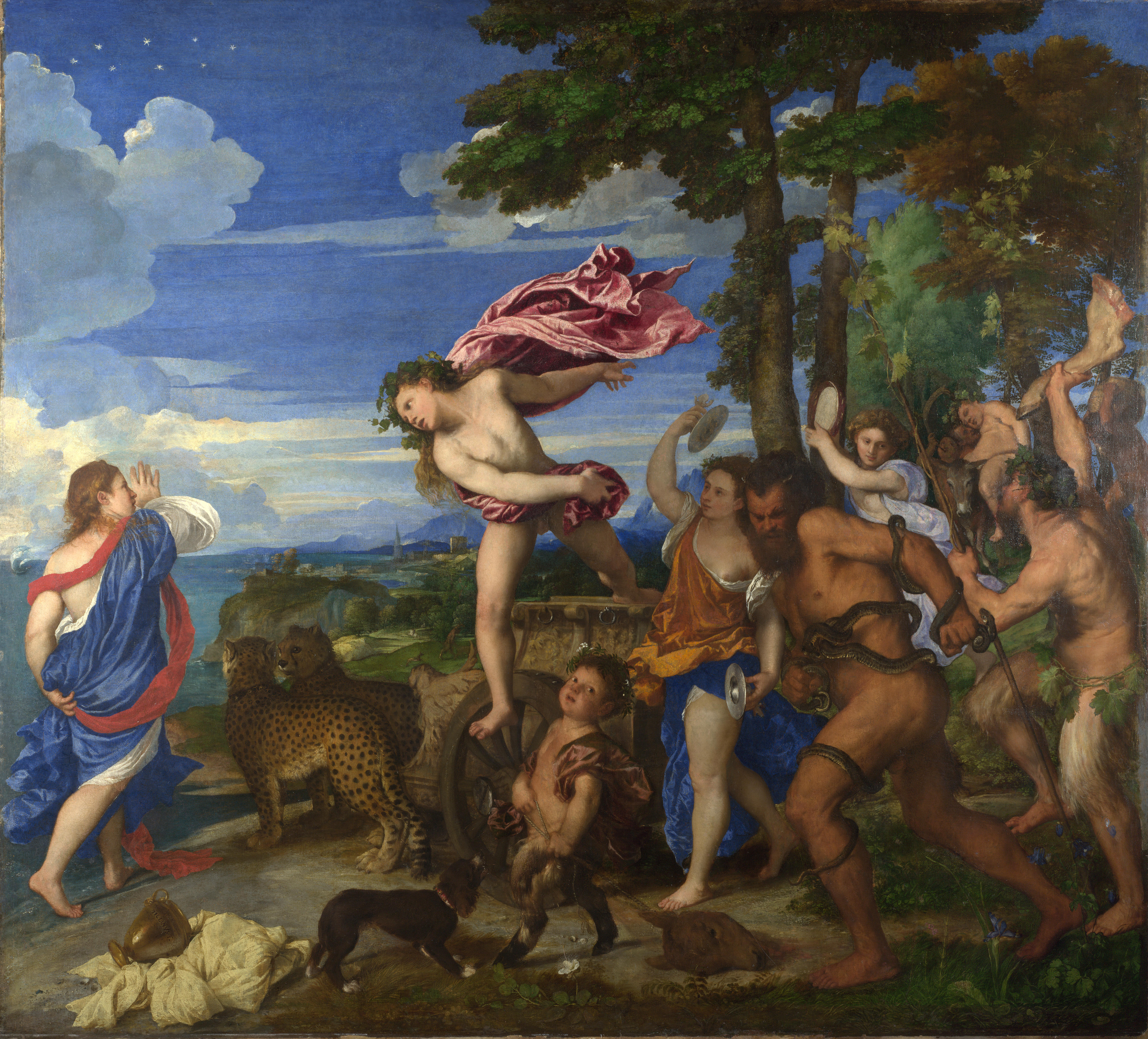
Tițian: Bacchus și Ariadna, 1522-23

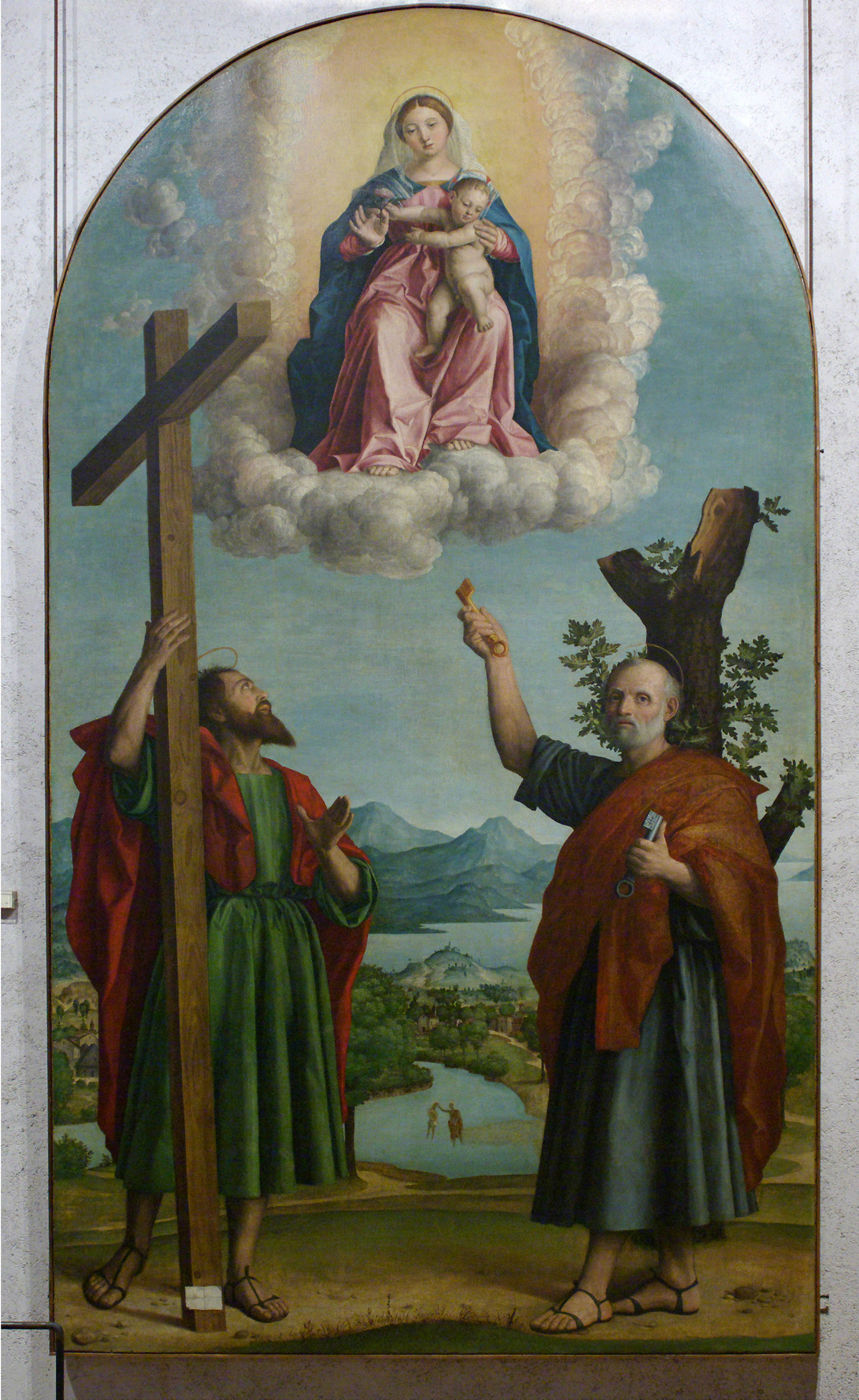
Girolamo dai Libri Madonna della quercia 1533c.

- Pordenone (1484-1539), originar din Veneția, a lucrat în numeroase orașe ale Italiei, stabilindu-se spre sfârșitul vieții la Ferrara. La început imita stilul lui Giorgione și pe cel al lui Tițian, mai târziu însă - sub influența lui Rafael și a lui Michelangelo - își aprofundează stilul și pe tablourile sale se pot observa tensiunea dramatică și expresivitatea caracteristice manierismului, Pordenone aplicând frecvent scurtarea perspectivei și tompe-l'oeil, pentru accentuarea mai puternică a tragismului scenelor pictate de el.

În această perioadă se dezvoltă și artizanatul, renumiți fiind suflătorii de sticlă din Murano, precum și meșteșugarii creatori de adevărate opere de artă: obiecte de cult, brocart-uri fine și țesături cu fire de aur, mânere de săbii și pumnale, decorațiuni în lemn sculptat, care erau exportate în întreaga Europă apuseană. Caligrafia manuscriselor face cu timpul loc tipăriturilor artistice.

### Renascentismul târziu: Manierismul venețian
În pictură, manierismul nu a fost un stil de sine stătător, ci un curent care a însoțit renascentismul târziu, o variantă a acestuia care prevestea deja barocul. El aducea cu sine o aglomerare confuză a formelor, o estetizare excesivă care conferea o doză de artificial lucrărilor. Aceste trăsături însă au caracterizat mai degrabă manierismul roman sau florentin, nu și pe cel venețian, care punea accentul mai ales pe culoare.
Începând din anul 1530, cu ajutorul pictorului și gravorului Andrea Schiavone (1510-1563), în Veneția se răspândesc gravurile elaborate pe baza lucrărilor lui Parmigianino (1503-1540), opere manieriste caracterizate de un farmec și o finețe aparte. O dată cu sosirea la Veneția - la invitația lui Pietro Aretino - a doi pictori florentini, Francesco Salviati (1510-1563) și Giorgio Vasari (1511-1574), manierismul devine mai delicat, îndepărtându-se de tiparele tradiționale. 

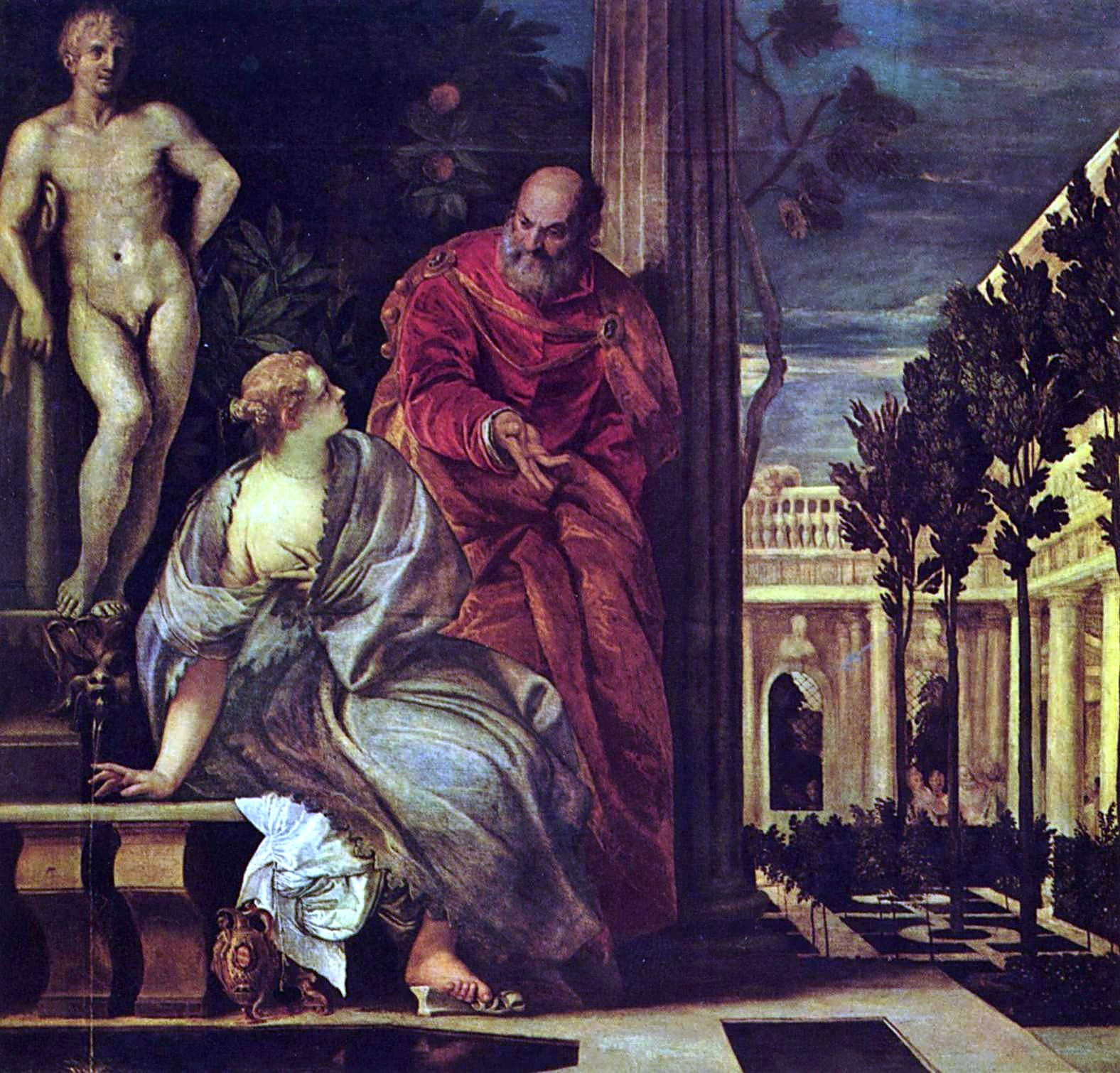
Paolo Veronese: Bathesba în baie, 1570

Se schimbă stilul tablourilor, artiștii își aleg din ce în ce mai des teme mitologice și alegorice. Manierismul se manifestă în operele târzii ale lui Tintoretto (1518-1594) și Paolo Veronese (1528-1588), precum și în cele ale lui Jacopo Bassano (1515-1592), dar nici Tițian nu a rămas indiferent la stilul "importat", el admirând cu sinceritate acuratețea desenului, precizia tușelor și varietatea culorilor lui Veronese. Tițian însă nu se mai angajează la onorarea unor mari comenzi publice, care sunt preluate de Veronese și Tintoretto.
Paleta neobișnuit de amplă a artistului face din Veronese un reprezentant remarcabil al școlii venețiene. Bogăția culorilor, a nuanțelor și a tonurilor folosite îi permite să realizeze spațiul prin diversitatea cromatică, care formează - prin contrast sau prin armonia culorilor complementare - nivele distincte în cadrul compoziției. Pasta de culoare reprezintă la Veronese o sinteză între culoare și lumină, care reflectă atât modificările intensității ei, cât și modul în care lumina inundă realitatea sau atmosfera întegii reprezentări. Dintre artiștii venețieni, Veronese este probabil cel care se străduiește cel mai mult să îmbine desenul cu culoarea, dar nu reușește să se evidențieze prin aceeași precizie ca cea impusă de artștii florentini.  
Prima etapă a activității lui Tintoretto este în strânsă legătură cu acel curent al picturii venețiene reprezentat de Pordenone, de'Pitati și Bordone. 

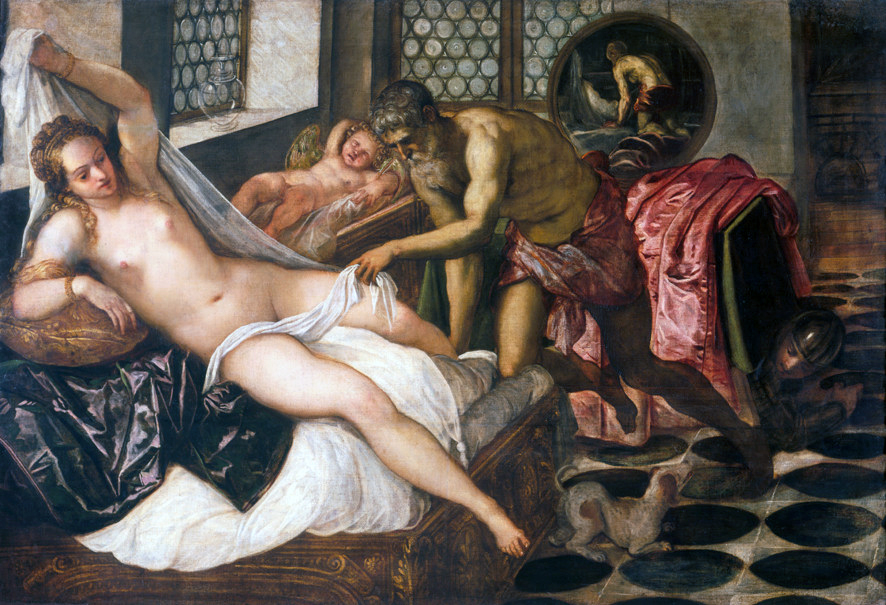
Tintoretto: Venus și Marte surprinși de Vulcan, 1579

Sub influența artei lui Schiavone - deci, indirect, și sub cea a lui Parmigianino -, respectiv sub cea a lui Salviati, stilul lui, apropiindu-se tot mai mult de manierism, capătă o forță extraordinară, inspirat, probabil, de artștii de la Roma. Într-adevăr, după anul 1550 există în lucrările artistului referiri la Michelangelo, prin dramatismul compoziției, contrastele cromatice și modul dinamic de a desena.

## Arhitectură și Sculptură
Culoarea, dominantă în pictura venețiană, este prezentă și în arhitectură. Fațadele multor biserici și palate, dar și ale unor clădiri particulare, erau decorate cu fresce sau mozaicuri strălucitoare. Între bazilica San Marco și Canal Grande se ridica impunătorul Palat al Dogilor. În cursul anilor a fost de mai multe ori renovat sau întregit cu noi constrcții. Astfel, Pietro Baseggio reface aripa sudică dinspre Canal Grande, Giovanni Buon (1360-1443) și fiul lui, Bartolomeo Buon il Vecchio (1400-1464), refac aripa vestică și construiesc Porta della Carta, în curtea interioară, Antonio Rizzo (1430-1498) construiește o galerie cu arcade bogat împodobită în onoarea dogelui Francesco Foscari, denumită Arco Foscari, în care se reunesc în mod armonios trei stiluri: coloane în stilul Renașterii, arcuri romanice și ogive gotice. În afara clădirilor oficiale, membrii bogatelor familii aristocratice - Giustiniani, Contarini, Barbari, Loredani, Foscari, Grimani - își construiesc palate fastuoase pe cele două laturi ale lui Canal Grande, cu fațade de marmură albă, porfir și serpentină, cu grădini împodobite de statui, fântâni și vase de ceramică.

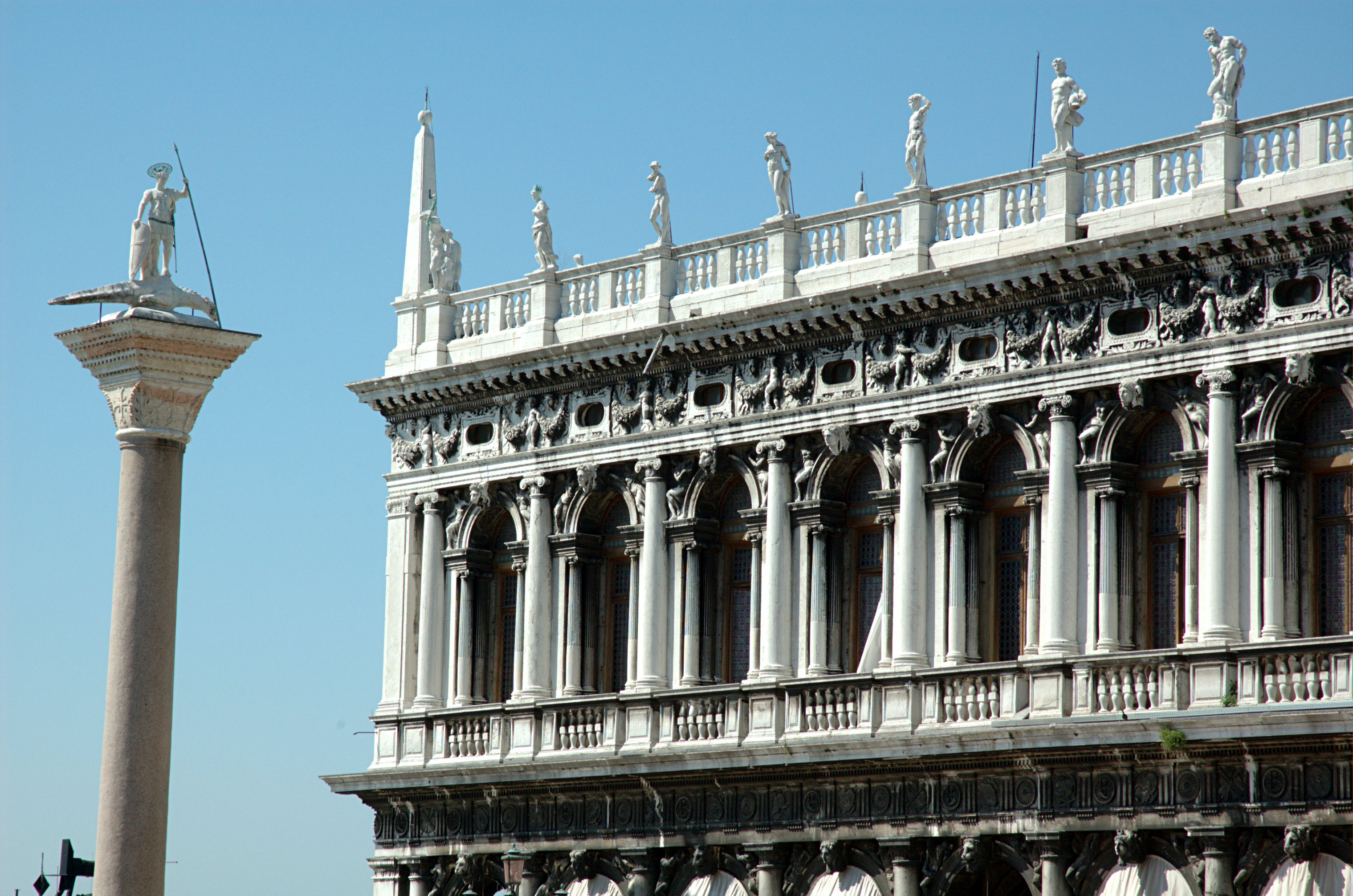
Jacopo Sansovino și Vincenzo Scamozzi: Palatul Bibliotecii Marciana cu statuia Sfântului Teodoro

În construcțiile Veneției de la sfârșitul secolului al XV-lea și începutul celui de al XVI-lea, un rol deosebit l-au jucat arhitecții și sculptorii, membrii ai familei Lombardi, cu numele adevărat Solari, originară din nord-vestul Italiei (Lombardia), și care și-au schimbat numele după provincia de origine. Christoforo Solari "Il Gobbo" ("Cocoșatul") (1460-1527), care a construit mausoleul pentru Lodovico Moro și Beatrice d'Este de la mănăstirea (Certosa) din Pavia, și fratele său Andrea (1462-1523) au lucrat mult timp la Veneția. Pietro Lombardo (1435-1515), împreună cu fii săi, Antonio și Tullio, au proiectat și construit bisericile San Giobbe și Santa Maria de' Miracoli, fațada și portalul Scuolei di San Marco, mausoleul pentru Andrea Vendramin în biserica Santi Giovanni e Paolo, cea mai însemnată operă de sculptură a Veneției, alături de Colleoni realizați de Andrea del Verrocchio (1432-1488) și Alessandro Leopardi (1450-1523).  
În anii 1574 și 1577, Palatul Dogilor este de două ori devastat de incendii, opere de valoare ale lui Bellini, Tițian, Pordenone, Tintoretto și Veronese au căzut pradă focului. Giovanni da Ponte (1512-1597 este însărcinat cu conducerea lucrărilor de refacere. Sălile palatului sunt redecorate cu fresce de Tintoretto, Veronese și Francesco Bassano (1549-1592), lucrările de arhitectură interioară se datorează lui Jacopo Sansovino, Andrea Palladio (1508-1580), Antonio Scarpagnino. Printre altele, "Serenissima" Republică dorea să dovedească strălucirea Veneției cu ocazia vzitei regelui Franței, Henric al III-lea. Tintoretto a pictat atunci portretul suveranului francez, tabloul nepăstrându-se, din păcate, până astăzi.

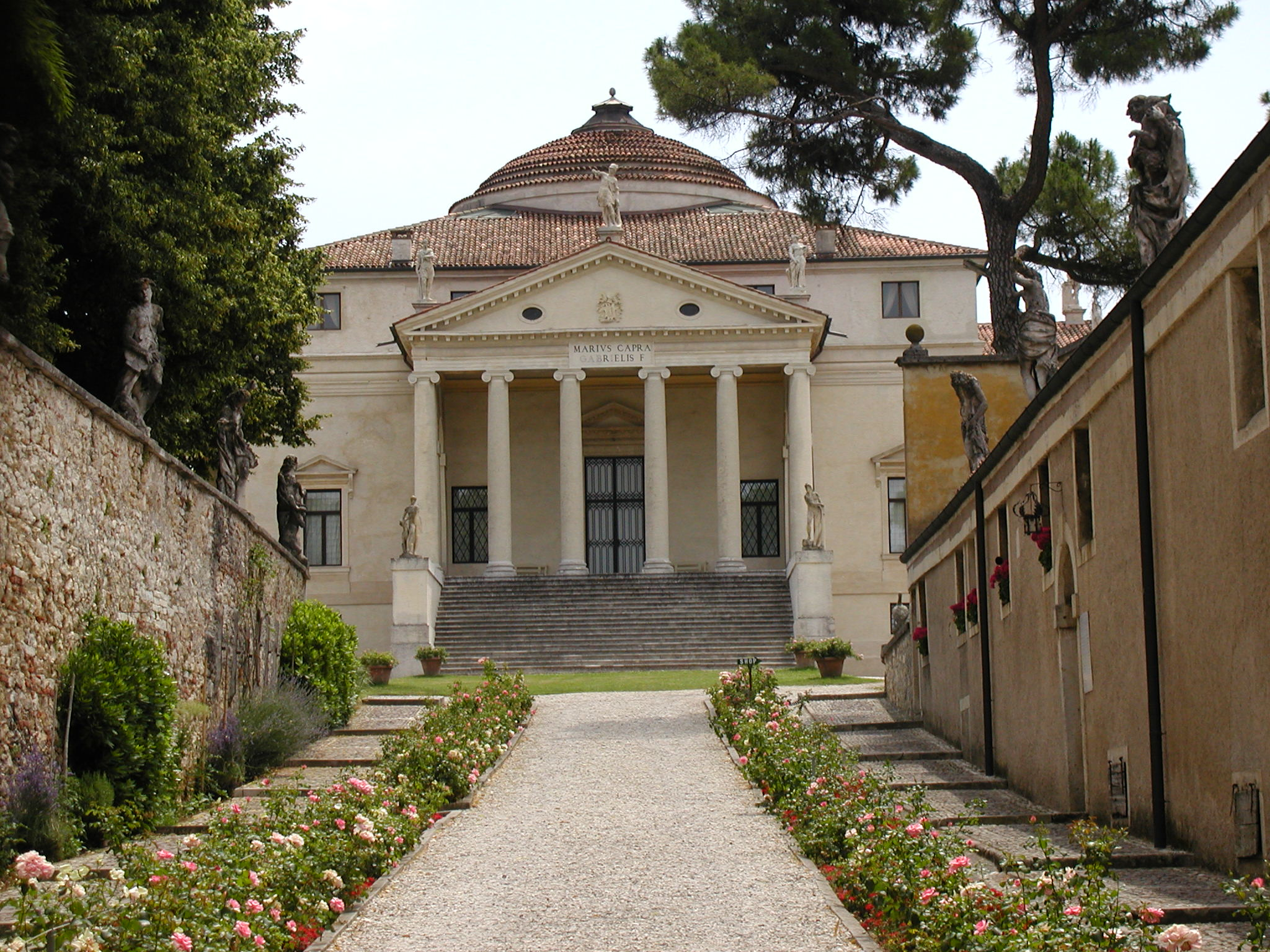
Andrea Palladio: Villa Capra, zisă "La Rotonda"

În același timp se inițiază lucrări de înfrumusețare a orașului. Renovarea pieței San Marco este coordonată de sculptorul și arhitectul Jacopo Sansovino (1486-1570), care execută "logetta delle campanile" și proiectează construcția palatului Bibliotecii Marciana, proiect care va fi definitivat de Vincenzo Scamozzi (1552-1616). Andrea Palladio - excelent cunoscător al operei lui Vitruvius, arhitectul Romei antice - construiește numeroase biserici în oraș (între altele, Il Redentore și San Giorgio Maggiore, a cărei construire a fost începută în anul 1565), luând ca model sanctuarele antice, și vile pentru notabiltățile orașului. Palladio publică în anul 1570 epocala sa operă, Quattro libri dell'architettura.

## Literatură
Literatura s-a dezvoltat sub semnul umanismului. Una din personalitățile însemnate ale vieții culturale din Veneția în a doua jumătate a secolului al XV-lea a fost Ermolao Barbaro il Giovane (1453-1493), diplomat și traducător al lui Aristotel. În jurul anului 1530, poeți, gânditori umaniști și artiști se întâlneau în salonul literar întreținut de Irene da Spilimbergo, unde se discuta despre literatura antică și cea contemporană. Cardinalul Domenico Grimani avea o bibliotecă cu peste opt mii de volume și manuscrise prețioase, pe care - la moartea sa - o lăsă orașului Veneția. După introducerea tiparului, Veneția devine un important centru al tipăriturilor. Un rol important l-a jucat Aldo Manuzio (latinizat: Aldus Manutius, 1449-1515), tipograf și comentator literar, cu o vastă cultură în domeniul antichității greco-romane, editor al celor mai multe manuscrise grecești vechi, care se puteau procura cu multe dificultăți. Lui i se datorează caracterele tipografice italice și cele, denumite după numele lui, aldine. Este autorul unui manual de gramatică a limbii latine, Rudimenta grammaticae linguae Latinae (1502). În același an înființează Academia denumită "Accademia Aldina" sau "Aldi Neacademia", ai cărei membri au fost personalități de seamă ca Pietro Bembo, Albero Pio, precum și învățați din afara Italiei, ca Erasmus din Rotterdam sau Thomas Linacre (1460-1524) din Anglia.
În afara editării textelor vechi grecești și latine, membrii Academiei publică și opere proprii. Marcantonio Coccio zis Il Sabelico (1436-1506) scrie o cronică a Veneției cu titlul "Decade", Andrea Navagero (1483-1529) este autorul unor poeme în limba latină, Marin Sanudo (1466-1535) publică un jurnal în 58 de volume (I Diarii), în care consemnează evenimentele politice, literare, sociale și artistice ale vremii.
În timp ce Sanudo scria în limbajul dialectal de fiecare zi, cardinalul Pietro Bembo (1470-1547), cunoscător al limbilor clasice și cu o vastă cultură filosofică, s-a străduit să dezvolte și să șlefuiască limba italiană literară, argumentând necesitatea folosirii limbi italiene în literatură în locul celei latine în eseul Della volgar lingua. În Gli Asolani (1505) tratează sub forma unui dialog tema iubirii platonice. Pietro Bembo este autorul unui mare număr de elegii, idile, epitafuri și ode, unele dintre ele cu un îdrăzneț caracter laic (Priapus). Casa lui din Veneția era un loc de întâlnire al artiștilor, literaților și persoanelor cultivate din protipendada venețiană.
Pietro Aretino (1492-1556), originar din Arezzo, prieten al lui Tițian, se remarcă în special ca autor satiric în pamflete ca Pasquinate sau comedii ca La Cortigiana, Il Marescalco, L'Ipocrito. Singura lui piesă tragică este L'Orazia (1540), în care tratează conflictul dintre obligațiile de familie și dragostea de patrie. Schimbul de scrisori cu diverse personalități ale timpului (Lettere, 1537-1556) redau amănunte ale unor evenimente politice și sociale ale epocii.

## Muzică
În istoria muzicii, "Școala venețiană" este un termen folosit pentru descrierea muzicii compuse la Veneția în perioada cuprinsă aproximativ între anii 1550 și 1610. Compozițiile policorale de la sfârșitul secolului al XVI-lea reprezintă unul din cele mai importante evenimente muzicale din Europa acelor timpuri. Inovațiile antifonale introduse de școala venețiană în arta orchestrației, în care un grup de instrumente execută teme opuse alternând cu pasaje executate împreună ("tutti"), prevestesc deja stilul baroc. 
Primul compozitor care folosește aceste procedee este Adrian Willaert (1490-1562), care devine maestro di capella la bazilica San Marco în 1527, reputat și ca excelent pedagog. Începând cu anul 1560, două orientări domină viața muzicală a Veneției: una progresistă, condusă de Baldasare Donato (1525-1603), alta conservatoare în jurul lui Gioseffo Zarlino (1517-1590). Compzitorii conservatori, printre care Cipriano de Rore (1515-1565) și Claudio Merulo (1533-1604), tindeau să urmeze stilul polifonic franco-flamand. Din grupul progresist făceau parte Giovanni Croce (1577-1609), Andrea (1510-1586) și Giovanni Gabrieli (1555-1612). Disputa între cele două grupuri nu se limita doar la stilurile muzicale, ci și la ocuparea postului de maestro di capella la San Marco: în 1603 acest post îi revine lui Giovanni Croce, urmat în 1609 de către Giulio Cesare Martinengo (1561-1613) și, în 1613, de Claudio Monteverdi (1567-1643).
Perioada de dezvoltare a "școlii venețiene de muzică" a culminat cu creațiile lui Andrea și Giovanni Gabriele, cuprinzând compoziții de muzică corală, gupuri de suflători și instrumente de coarde, și compoziții pentru orgă. Organiști renumiți în acest timp sunt Claudio Merulo și Girolamo Diruta (1544-1610), a căror tehnică instrumentală și al căror stil interpretativ s-au răspândit spre nordul Europei în generațiile următoare, culminând cu operele lui Jan Pieterzoon Sweelinck, Dietrich Buxtehude și Johann Sebastian Bach.